# Campionati mondiali di sci nordico 2019
I Campionati mondiali di sci nordico 2019 si sono svolti in Austria, a Seefeld in Tirol, dal 20 febbraio al 3 marzo. Il programma ha incluso gare di combinata nordica (solo maschili), salto con gli sci (maschili, femminili e una gara a squadre mista) e sci di fondo (maschili e femminili).

## Risultati

### Uomini

#### Combinata nordica

##### Trampolino normale
| Pos. | Atleta             | Nazione   | Tempo   |
| ---- | ------------------ | --------- | ------- |
| 1    | Jarl Magnus Riiber | Norvegia  | 25:01,3 |
| 2    | Bernhard Gruber    | Austria   | 25:02,7 |
| 3    | Akito Watabe       | Giappone  | 25:05,9 |
| 4    | Franz-Josef Rehrl  | Austria   | 25:31,1 |
| 5    | Ilkka Herola       | Finlandia | 25:37,7 |
| 6    | Espen Bjørnstad    | Norvegia  | 25:42,7 |
| 7    | Mario Seidl        | Austria   | 25:45,6 |
| 8    | Johannes Rydzek    | Germania  | 25:55,1 |
| 9    | Jørgen Graabak     | Norvegia  | 26:11,8 |
| 10   | Leevi Mutru        | Finlandia | 26:13,9 |

Data: 28 febbraio 2019

Formula di gara: Gundersen NH/10 km

1ª manche:

Ore: 11.00 (UTC+1)

Trampolino: Toni Seelos HS109

2ª manche:

Ore: 15.15 (UTC+1)

Distanza: 10 km

##### Trampolino lungo
| Pos. | Atleta             | Nazione  | Tempo   |
| ---- | ------------------ | -------- | ------- |
| 1    | Eric Frenzel       | Germania | 23:43,0 |
| 2    | Jan Schmid         | Norvegia | 23:47,3 |
| 3    | Franz-Josef Rehrl  | Austria  | 23:51,7 |
| 4    | Mario Seidl        | Austria  | 23:58,3 |
| 5    | Jarl Magnus Riiber | Norvegia | 24:03,9 |
| 6    | Akito Watabe       | Giappone | 24:05,0 |
| 7    | Fabian Rießle      | Germania | 24:05,3 |
| 8    | Antoine Gérard     | Francia  | 24:12,6 |
| 9    | Johannes Rydzek    | Germania | 24:19,1 |
| 10   | Bernhard Gruber    | Austria  | 24:41,6 |

Data: 22 febbraio 2019

Formula di gara: Gundersen LH/10 km

1ª manche:

Ore: 10.30 (UTC+1)

Trampolino: Bergisel HS130

2ª manche:

Ore: 16.15 (UTC+1)

Distanza: 10 km

##### Gara a squadre dal trampolino normale
| Pos. | Nazione     | Atleti                                                            | Tempo   |
| ---- | ----------- | ----------------------------------------------------------------- | ------- |
| 1    | Norvegia    | Espen Bjørnstad Jan Schmid Jørgen Graabak Jarl Magnus Riiber      | 50:15,5 |
| 2    | Germania    | Johannes Rydzek Eric Frenzel Fabian Rießle Vinzenz Geiger         | 50:16,5 |
| 3    | Austria     | Bernhard Gruber Mario Seidl Franz-Josef Rehrl Lukas Klapfer       | 50:20,5 |
| 4    | Giappone    | Gō Yamamoto Yoshito Watabe Hideaki Nagai Akito Watabe             | 50:54,2 |
| 5    | Finlandia   | Arttu Mäkiaho Leevi Mutru Ilkka Herola Eero Hirvonen              | 51:25,1 |
| 6    | Francia     | Laurent Muhlethaler Maxime Laheurte François Braud Antoine Gérard | 51:27,5 |
| 7    | Italia      | Raffaele Buzzi Aaron Kostner Samuel Costa Alessandro Pittin       | 52:54,1 |
| 8    | Polonia     | Adam Cieślar Paweł Twardosz Szczepan Kupczak Paweł Słowiok        | 53:09,5 |
| 9    | Rep. Ceca   | Tomáš Portyk Lukáš Daněk Jan Vytrval Ondřej Pažout                | 54:44,1 |
| 10   | Stati Uniti | Taylor Fletcher Grant Andrews Jared Shumate Ben Loomis            | 57:05,2 |

Data: 2 marzo 2019

Formula di gara: T NH/4x5 km

1ª manche:

Ore: 11.00 (UTC+1)

Trampolino: Toni Seelos HS109

2ª manche:

Ore: 14.45 (UTC+1)

Distanza: 4x5 km

##### Sprint a squadre dal trampolino lungo
| Pos. | Nazione     | Atleti                            | Tempo   |
| ---- | ----------- | --------------------------------- | ------- |
| 1    | Germania    | Eric Frenzel Fabian Rießle        | 28:29,5 |
| 2    | Norvegia    | Jan Schmid Jarl Magnus Riiber     | 28:37,7 |
| 3    | Austria     | Franz-Josef Rehrl Bernhard Gruber | 28:38,7 |
| 4    | Giappone    | Yoshito Watabe Akito Watabe       | 29:25,9 |
| 5    | Italia      | Aaron Kostner Alessandro Pittin   | 30:06,6 |
| 6    | Francia     | Antoine Gérard Maxime Laheurte    | 30:14,1 |
| 7    | Finlandia   | Ilkka Herola Eero Hirvonen        | 30:32,6 |
| 8    | Polonia     | Szczepan Kupczak Paweł Słowiok    | 30:59,9 |
| 9    | Stati Uniti | Taylor Fletcher Ben Loomis        | 31:26,3 |
| 10   | Rep. Ceca   | Jan Vytrval Tomáš Portyk          | 32:04,0 |

Data: 24 febbraio 2019

Formula di gara: T SP LH/2x7,5 km

1ª manche:

Ore: 10.30 (UTC+1)

Trampolino: Bergisel HS130

2ª manche:

Ore: 13.30 (UTC+1)

Distanza: 2x7,5 km

#### Salto con gli sci

##### Trampolino normale
| Pos. | Atleta              | Nazione  | Punteggio |
| ---- | ------------------- | -------- | --------- |
| 1    | Dawid Kubacki       | Polonia  | 218,3     |
| 2    | Kamil Stoch         | Polonia  | 215,5     |
| 3    | Stefan Kraft        | Austria  | 214,8     |
| 4    | Philipp Aschenwald  | Austria  | 214,5     |
| 5    | Richard Freitag     | Germania | 211,3     |
| 6    | Stephan Leyhe       | Germania | 210,6     |
| 7    | Markus Eisenbichler | Germania | 210,5     |
| 7    | Yukiya Satō         | Giappone | 210,5     |
| 9    | Michael Hayböck     | Austria  | 208,5     |
| 10   | Killian Peier       | Svizzera | 207,4     |

Data: 1º marzo 2019

Ore: 16.00 (UTC+1)

Trampolino: Toni Seelos HS109

##### Trampolino lungo
| Pos. | Atleta               | Nazione  | Punteggio |
| ---- | -------------------- | -------- | --------- |
| 1    | Markus Eisenbichler  | Germania | 279,4     |
| 2    | Karl Geiger          | Germania | 267,3     |
| 3    | Killian Peier        | Svizzera | 266,1     |
| 4    | Ryōyū Kobayashi      | Giappone | 262,0     |
| 5    | Kamil Stoch          | Polonia  | 259,4     |
| 6    | Stefan Kraft         | Austria  | 256,1     |
| 7    | Johann André Forfang | Norvegia | 250,9     |
| 8    | Robert Johansson     | Norvegia | 248,9     |
| 9    | Richard Freitag      | Germania | 248,7     |
| 10   | Timi Zajc            | Slovenia | 245,5     |

Data: 23 febbraio 2019

Ore: 14.30 (UTC+1)

Trampolino: Bergisel HS130

##### Gara a squadre
| Pos. | Nazione   | Atleti                                                                       | Punteggio |
| ---- | --------- | ---------------------------------------------------------------------------- | --------- |
| 1    | Germania  | Karl Geiger Richard Freitag Stephan Leyhe Markus Eisenbichler                | 987,5     |
| 2    | Austria   | Philipp Aschenwald Michael Hayböck Daniel Huber Stefan Kraft                 | 930,9     |
| 3    | Giappone  | Yukiya Satō Daiki Itō Junshirō Kobayashi Ryōyū Kobayashi                     | 920,2     |
| 4    | Polonia   | Piotr Żyła Stefan Hula Dawid Kubacki Kamil Stoch                             | 909,1     |
| 5    | Norvegia  | Halvor Egner Granerud Andreas Stjernen Johann André Forfang Robert Johansson | 900,2     |
| 6    | Slovenia  | Anže Lanišek Peter Prevc Žiga Jelar Timi Zajc                                | 858,7     |
| 7    | Svizzera  | Andreas Schuler Luca Egloff Simon Ammann Killian Peier                       | 837,0     |
| 8    | Rep. Ceca | Viktor Polášek Tomáš Vančura Čestmír Kožíšek Roman Koudelka                  | 818,4     |
| 9    | Russia    | Denis Kornilov Dmitrij Vasil'ev Roman Trofimov Evgenij Klimov                | 370,9     |
| 10   | Finlandia | Jarkko Määttä Andreas Alamommo Eetu Nousiainen Antti Aalto                   | 354,1     |

Data: 24 febbraio 2019

Ore: 14.45 (UTC+1)

Trampolino: Bergisel HS130

#### Sci di fondo

##### 15 km
| Pos. | Atleta                 | Nazione     | Tempo   |
| ---- | ---------------------- | ----------- | ------- |
| 1    | Martin Johnsrud Sundby | Norvegia    | 38:22.6 |
| 2    | Aleksandr Bessmertnych | Russia      | 38:25.5 |
| 3    | Iivo Niskanen          | Finlandia   | 38:41.0 |
| 4    | Andrej Lar'kov         | Russia      | 38:45.4 |
| 5    | Didrik Tønseth         | Norvegia    | 38:46.9 |
| 6    | Dario Cologna          | Svizzera    | 38:55.0 |
| 7    | Sjur Røthe             | Norvegia    | 38:56.5 |
| 8    | Aleksandr Bol'šunov    | Russia      | 39:21.1 |
| 8    | Andrew Musgrave        | Regno Unito | 39:21.1 |
| 10   | Emil Iversen           | Norvegia    | 39:23.1 |

Data: 27 febbraio 2019

Ore: 14.00 (UTC+1)

Tecnica classica

##### 50 km
| Pos. | Atleta                 | Nazione     | Tempo     |
| ---- | ---------------------- | ----------- | --------- |
| 1    | Hans Christer Holund   | Norvegia    | 1:49:59,3 |
| 2    | Aleksandr Bol'šunov    | Russia      | 1:50:27,1 |
| 3    | Sjur Røthe             | Norvegia    | 1:50:57,1 |
| 4    | Martin Johnsrud Sundby | Norvegia    | 1:50:57,2 |
| 5    | Simen Hegstad Krüger   | Norvegia    | 1:51:00,4 |
| 6    | Calle Halfvarsson      | Svezia      | 1:51:01,9 |
| 7    | Dario Cologna          | Svizzera    | 1:51:03,3 |
| 8    | Andrew Musgrave        | Regno Unito | 1:51:03,8 |
| 9    | Adrien Backscheider    | Francia     | 1:51:05,7 |
| 10   | Jens Burman            | Svezia      | 1:51:07,1 |

Data: 3 marzo 2017

Ore: 15.00 (UTC+1)

Tecnica libera

Partenza in linea

##### Sprint
| Pos. | Atleta                 | Nazione     |
| ---- | ---------------------- | ----------- |
| 1    | Johannes Høsflot Klæbo | Norvegia    |
| 2    | Federico Pellegrino    | Italia      |
| 3    | Gleb Retivych          | Russia      |
| 4    | Richard Jouve          | Francia     |
| 5    | Emil Iversen           | Norvegia    |
| 6    | Lucas Chanavat         | Francia     |
| 7    | Sindre Bjørnestad Skar | Norvegia    |
| 8    | Francesco De Fabiani   | Italia      |
| 9    | Simi Hamilton          | Stati Uniti |
| 10   | Oskar Svensson         | Svezia      |

Data: 21 febbraio 2019

Qualificazioni:

Ore: 12.50 (UTC+1)

Finale:

Ore: 14.30 (UTC+1)

Tecnica libera

##### Skiathlon
| Pos. | Atleta                 | Nazione     | Tempo     |
| ---- | ---------------------- | ----------- | --------- |
| 1    | Sjur Røthe             | Norvegia    | 1:10:21.8 |
| 2    | Aleksandr Bol'šunov    | Russia      | 1:10:21.9 |
| 3    | Martin Johnsrud Sundby | Norvegia    | 1:10:22.5 |
| 4    | Iivo Niskanen          | Finlandia   | 1:10:34.1 |
| 5    | Clément Parisse        | Francia     | 1:10:42.5 |
| 6    | Alex Harvey            | Canada      | 1:11:20.7 |
| 7    | Andrew Musgrave        | Regno Unito | 1:11:22.1 |
| 8    | Adrien Backscheider    | Francia     | 1:11:25.4 |
| 9    | Sergej Ustjugov        | Russia      | 1:11:31.2 |
| 10   | Jens Burman            | Svezia      | 1:11:34.6 |

Data: 23 febbraio 2019

Ore: 12.30 (UTC+1)

15 km a tecnica classica

15 km a tecnica libera

##### Sprint a squadre
| Pos. | Nazione     | Atleti                                   |
| ---- | ----------- | ---------------------------------------- |
| 1    | Norvegia    | Emil Iversen Johannes Høsflot Klæbo      |
| 2    | Russia      | Gleb Retivych Aleksandr Bol'šunov        |
| 3    | Italia      | Francesco De Fabiani Federico Pellegrino |
| 4    | Svezia      | Oskar Svensson Calle Halfvarsson         |
| 5    | Francia     | Richard Jouve Lucas Chanavat             |
| 6    | Austria     | Max Hauke Dominik Baldauf                |
| 7    | Finlandia   | Iivo Niskanen Ristomatti Hakola          |
| 8    | Stati Uniti | Simi Hamilton Erik Bjornsen              |
| 9    | Slovenia    | Miha Šimenc Janez Lampič                 |
| 10   | Canada      | Evan Palmer-Charrette Len Valjas         |

Data: 24 febbraio 2019

Ore: 11.30 (UTC+1)

6 frazioni a tecnica classica

##### Staffetta
| Pos. | Nazione     | Atleti                                                                          | Tempo     |
| ---- | ----------- | ------------------------------------------------------------------------------- | --------- |
| 1    | Norvegia    | Emil Iversen Martin Johnsrud Sundby Sjur Røthe Johannes Høsflot Klæbo           | 1:42:32,1 |
| 2    | Russia      | Andrej Lar'kov Aleksandr Bessmertnych Aleksandr Bol'šunov Sergej Ustjugov       | 1:43:10,9 |
| 3    | Francia     | Adrien Backscheider Maurice Manificat Clément Parisse Richard Jouve             | 1:43:33,1 |
| 4    | Finlandia   | Ristomatti Hakola Iivo Niskanen Matti Heikkinen Perttu Hyvärinen                | 1:43:34,8 |
| 5    | Svezia      | Oskar Svensson Calle Halfvarsson Jens Burman Viktor Thorn                       | 1:44:11,6 |
| 6    | Germania    | Sebastian Eisenlauer Andreas Katz Florian Notz Jonas Dobler                     | 1:44:20,4 |
| 7    | Kazakistan  | Denis Volotka Olžas Klimin Vitalij Puchkalo Evgenij Veličko                     | 1:44:21,0 |
| 8    | Svizzera    | Ueli Schnider Jonas Baumann Dario Cologna Toni Livers                           | 1:44:22,0 |
| 9    | Stati Uniti | Erik Bjornsen Scott Patterson David Norris Kyle Bratrud                         | 1:46:38,5 |
| 10   | Italia      | Maicol Rastelli Federico Pellegrino Giandomenico Salvadori Francesco De Fabiani | 1:47:14,7 |

Data: 1º marzo 2019

Ore: 13.15 (UTC+1)

2 frazioni da 10 km a tecnica classica

2 frazioni da 10 km a tecnica libera

### Donne

#### Salto con gli sci

##### Trampolino normale
| Pos. | Atleta            | Nazione  | Punteggio |
| ---- | ----------------- | -------- | --------- |
| 1    | Maren Lundby      | Norvegia | 259,6     |
| 2    | Katharina Althaus | Germania | 259,1     |
| 3    | Daniela Iraschko  | Austria  | 247,6     |
| 4    | Juliane Seyfarth  | Germania | 244,4     |
| 5    | Eva Pinkelnig     | Austria  | 241,8     |
| 6    | Sara Takanashi    | Giappone | 236,7     |
| 7    | Nika Križnar      | Slovenia | 236,1     |
| 8    | Urša Bogataj      | Slovenia | 231,7     |
| 9    | Anna Odine Strøm  | Norvegia | 230,6     |
| 10   | Carina Vogt       | Germania | 224,3     |

Data: 27 febbraio 2019

Ore: 16.15 (UTC+1)

Trampolino: Toni Seelos HS109

##### Gara a squadre
| Pos. | Nazione     | Atlete                                                                 | Punteggio |
| ---- | ----------- | ---------------------------------------------------------------------- | --------- |
| 1    | Germania    | Juliane Seyfarth Ramona Straub Carina Vogt Katharina Althaus           | 898,9     |
| 2    | Austria     | Eva Pinkelnig Jacqueline Seifriedsberger Chiara Hölzl Daniela Iraschko | 880,3     |
| 3    | Norvegia    | Anna Odine Strøm Ingebjørg Saglien Bråten Silje Opseth Maren Lundby    | 876,9     |
| 4    | Slovenia    | Špela Rogelj Jerneja Brecl Nika Križnar Urša Bogataj                   | 828,1     |
| 5    | Russia      | Anna Špynëva Aleksandra Kustova Lidija Jakovleva Sof'ja Tichonova      | 820,3     |
| 6    | Giappone    | Yūki Itō Kaori Iwabuchi Nozomi Maruyama Sara Takanashi                 | 806,1     |
| 7    | Francia     | Léa Lemare Joséphine Pagnier Océane Avocat Gros Lucile Morat           | 718,1     |
| 8    | Italia      | Elena Runggaldier Veronica Gianmoena Giada Tomaselli Lara Malsiner     | 690,5     |
| 9    | Rep. Ceca   | Marta Křepelková Štěpánka Ptáčková Karolína Indráčková Zdeňka Pešatová | 326,6     |
| 10   | Stati Uniti | Logan Sankey Nina Lussi Tara Geraghty-Moats Nita Englund               | 291,6     |

Data: 26 febbraio 2019

Ore: 16.15 (UTC+1)

Trampolino: Toni Seelos

#### Sci di fondo

##### 10 km
| Pos. | Atleta                     | Nazione   | Tempo   |
| ---- | -------------------------- | --------- | ------- |
| 1    | Therese Johaug             | Norvegia  | 27:02.1 |
| 2    | Frida Karlsson             | Svezia    | 27:14.3 |
| 3    | Ingvild Flugstad Østberg   | Norvegia  | 27:37.7 |
| 4    | Krista Pärmäkoski          | Finlandia | 27:39.1 |
| 5    | Nadine Fähndrich           | Svizzera  | 28:06.0 |
| 6    | Anastasija Sedova          | Russia    | 28:07.0 |
| 7    | Natal'ja Neprjaeva         | Russia    | 28:09.6 |
| 8    | Teresa Stadlober           | Austria   | 28:10.0 |
| 9    | Charlotte Kalla            | Svezia    | 28:11.2 |
| 10   | Astrid Uhrenholdt Jacobsen | Norvegia  | 28:11.5 |

Data: 26 febbraio 2019

Ore: 16.30 (UTC+1)

Tecnica classica

##### 30 km
| Pos. | Atleta                   | Nazione     | Tempo     |
| ---- | ------------------------ | ----------- | --------- |
| 1    | Therese Johaug           | Norvegia    | 1:14:26,2 |
| 2    | Ingvild Flugstad Østberg | Norvegia    | 1:15:03,0 |
| 3    | Frida Karlsson           | Svezia      | 1:15:10,2 |
| 4    | Jessica Diggins          | Stati Uniti | 1:15:32,1 |
| 5    | Charlotte Kalla          | Svezia      | 1:15:42,8 |
| 6    | Ebba Andersson           | Svezia      | 1:15:43,5 |
| 7    | Nathalie von Siebenthal  | Svizzera    | 1:16:09,9 |
| 8    | Teresa Stadlober         | Austria     | 1:16:30,0 |
| 9    | Victoria Carl            | Germania    | 1:16:43,0 |
| 10   | Ragnhild Haga            | Norvegia    | 1:16:51,5 |

Data: 2 marzo 2019

Ore: 12.15 (UTC+1)

Tecnica libera

Partenza in linea

##### Sprint
| Pos. | Atleta                 | Nazione     |
| ---- | ---------------------- | ----------- |
| 1    | Maiken Caspersen Falla | Norvegia    |
| 2    | Stina Nilsson          | Svezia      |
| 3    | Mari Eide              | Norvegia    |
| 4    | Jonna Sundling         | Svezia      |
| 5    | Victoria Carl          | Germania    |
| 6    | Maja Dahlqvist         | Svezia      |
| 7    | Nadine Fähndrich       | Svizzera    |
| 8    | Jessica Diggins        | Stati Uniti |
| 9    | Natal'ja Neprjaeva     | Russia      |
| 10   | Elisa Brocard          | Italia      |

Data: giovedì 21 febbraio 2019

Qualificazioni:

Ore: 12.00 (UTC+1)

Finale:

Ore: 14.30 (UTC+1)

Tecnica libera

##### Skiathlon
| Pos. | Atleta                     | Nazione     | Tempo   |
| ---- | -------------------------- | ----------- | ------- |
| 1    | Therese Johaug             | Norvegia    | 36:54.5 |
| 2    | Ingvild Flugstad Østberg   | Norvegia    | 37:52.1 |
| 3    | Natal'ja Neprjaeva         | Russia      | 37:53.2 |
| 4    | Astrid Uhrenholdt Jacobsen | Norvegia    | 37:56.5 |
| 5    | Frida Karlsson             | Svezia      | 38:01.9 |
| 6    | Charlotte Kalla            | Svezia      | 38:07.8 |
| 7    | Heidi Weng                 | Norvegia    | 38:14.7 |
| 8    | Krista Pärmäkoski          | Finlandia   | 38:28.2 |
| 9    | Anastasija Sedova          | Russia      | 38:44.9 |
| 10   | Rosie Brennan              | Stati Uniti | 38:56.3 |

Data: 23 febbraio 2019

Ore: 11.00 (UTC+1)

7,5 km a tecnica classica

7,5 km a tecnica libera

##### Sprint a squadre
| Pos. | Nazione     | Atlete                                          |
| ---- | ----------- | ----------------------------------------------- |
| 1    | Svezia      | Stina Nilsson Maja Dahlqvist                    |
| 2    | Slovenia    | Katja Višnar Anamarija Lampič                   |
| 3    | Norvegia    | Ingvild Flugstad Østberg Maiken Caspersen Falla |
| 4    | Russia      | Natal'ja Neprjaeva Julija Belorukova            |
| 5    | Stati Uniti | Sadie Bjornsen Jessica Diggins                  |
| 6    | Germania    | Victoria Carl Sandra Ringwald                   |
| 7    | Finlandia   | Anne Kyllönen Krista Pärmäkoski                 |
| 8    | Svizzera    | Laurien van der Graaff Nadine Fähndrich         |
| 9    | Bielorussia | Nastassja Kirylava Palina Seranosava            |
| 10   | Polonia     | Justyna Kowalczyk Monika Skinder                |

Data: 24 febbraio 2019

Ore: 11.30 (UTC+1)

6 frazioni a tecnica classica

##### Staffetta
| Pos. | Nazione     | Atlete                                                                           | Tempo     |
| ---- | ----------- | -------------------------------------------------------------------------------- | --------- |
| 1    | Svezia      | Ebba Andersson Frida Karlsson Charlotte Kalla Stina Nilsson                      | 55:21,0   |
| 2    | Norvegia    | Heidi Weng Ingvild Flugstad Østberg Astrid Uhrenholdt Jacobsen Therese Johaug    | 55:24,1   |
| 3    | Russia      | Julija Belorukova Anastasija Sedova Anna Nečaevskaja Natal'ja Neprjaeva          | 57:24,8   |
| 4    | Germania    | Victoria Carl Katharina Hennig Sandra Ringwald Laura Gimmler                     | 58:07,3   |
| 5    | Stati Uniti | Julia Kern Sadie Bjornsen Rosie Brennan Jessica Diggins                          | 58:27,0   |
| 6    | Finlandia   | Laura Mononen Krista Pärmäkoski Riitta-Liisa Roponen Eveliina Piippo             | 59:08,7   |
| 7    | Italia      | Anna Comarella Lucia Scardoni Elisa Brocard Ilaria Debertolis                    | 1:00:15,9 |
| 8    | Francia     | Anouk Faivre-Picon Laura Chamiot Maitral Delphine Claudel Flora Dolci            | 1:01:21,9 |
| 9    | Slovenia    | Katja Višnar Anamarija Lampič Alenka Čebašek Eva Urevc                           | 1:01:42,2 |
| 10   | Svizzera    | Laurien van der Graaff Nadine Fähndrich Lydia Hiernickel Nathalie von Siebenthal | 1:01:51,9 |

Data: 28 febbraio 2019

Ore: 13.00 (UTC+1)

2 frazioni da 5 km a tecnica classica

2 frazioni da 5 km a tecnica libera

### Misto

#### Salto con gli sci

##### Gara a squadre dal trampolino normale
| Pos. | Nazione     | Atleti                                                              | Punteggio |
| ---- | ----------- | ------------------------------------------------------------------- | --------- |
| 1    | Germania    | Katharina Althaus Markus Eisenbichler Juliane Seyfarth Karl Geiger  | 1012,2    |
| 2    | Austria     | Eva Pinkelnig Philipp Aschenwald Daniela Iraschko Stefan Kraft      | 989,9     |
| 3    | Norvegia    | Anna Odine Strøm Robert Johansson Maren Lundby Andreas Stjernen     | 938,4     |
| 4    | Slovenia    | Urša Bogataj Žiga Jelar Nika Križnar Peter Prevc                    | 930,8     |
| 5    | Giappone    | Yūki Itō Yukiya Satō Sara Takanashi Ryōyū Kobayashi                 | 928,6     |
| 6    | Polonia     | Kinga Rajda Dawid Kubacki Kamila Karpiel Kamil Stoch                | 914,9     |
| 7    | Russia      | Anna Špynëva Dmitrij Vasil'ev Sof'ja Tichonova Evgenij Klimov       | 896,2     |
| 8    | Italia      | Elena Runggaldier Sebastian Colloredo Lara Malsiner Alex Insam      | 801,4     |
| 9    | Rep. Ceca   | Karolína Indráčková Viktor Polášek Štěpánka Ptáčková Roman Koudelka | 374,4     |
| 10   | Stati Uniti | Nina Lussi Kevin Bickner Nita Englund Casey Larson                  | 364,9     |

Data: 2 marzo 2019

Ore: 16.00 (UTC+1)

Trampolino: Toni Seelos HS109

## Medagliere per nazioni
| Pos.   | Nazione   | Oro | Argento | Bronzo | Totale |
| ------ | --------- | --- | ------- | ------ | ------ |
| 1      | Norvegia  | 13  | 5       | 7      | 25     |
| 2      | Germania  | 6   | 3       | 0      | 9      |
| 3      | Svezia    | 2   | 2       | 1      | 5      |
| 4      | Polonia   | 1   | 1       | 0      | 2      |
| 5      | Russia    | 0   | 5       | 3      | 8      |
| 6      | Austria   | 0   | 4       | 5      | 9      |
| 7      | Italia    | 0   | 1       | 1      | 2      |
| 8      | Slovenia  | 0   | 1       | 0      | 1      |
| 9      | Giappone  | 0   | 0       | 2      | 2      |
| 10     | Finlandia | 0   | 0       | 1      | 1      |
| 10     | Francia   | 0   | 0       | 1      | 1      |
| 10     | Svizzera  | 0   | 0       | 1      | 1      |
| Totale | Totale    | 22  | 22      | 22     | 66     |